# おトメさん
『おトメさん』は、2013年1月17日から3月14日まで毎週木曜日21:00 - 21:54に、テレビ朝日系の「木曜ドラマ」枠で放送された日本のテレビドラマ。主演は黒木瞳。
井上由美子によるドラマオリジナル作品。「おトメさん」とは、嫁から見た姑（しゅうとめ）を表すインターネットスラング「トメ」に由来する。

## あらすじ
専業主婦・水沢麻子は、姑からの執拗な嫌がらせに耐え続け、何とか二世帯同居を成立させてきた。やがて姑が亡くなり、悪夢のような同居生活から解放されたと思われたが、2年後に一人息子の優太が大林李里香と結婚したことで、図らずも自分が姑（トメ）となってしまった。麻子と夫の博行は2人の結婚には反対するが、優太と李里香は一歩も譲らなかった。動揺した麻子は思わず、自分たちとの同居を結婚の条件に出し、当然断ると思っていたが、李里香はその条件を快諾してしまう。
こうして嫁姑は、同居を始めるのだが、そんな生活の中で李里香の凶悪な本性が露わになる。

## 登場人物

### 主要人物
水沢 麻子〈52〉
演 - 黒木瞳（青年期：相馬絵美）
優太の母親。旧姓：桜庭。専業主婦。昭和35年10月5日生。経済的に不安な息子夫婦に同居を勧める。
かつて姑にいびられた経験から、息子・優太の嫁となった李里香には優しく接しようとするが、彼女のある言動から、彼女の素性を疑い出す。
福本章介が侵入し、立てこもった際に李里香を守ろうとした。2年前、正江と口論し、家を出た後に姑・正江が心筋梗塞で他界する。このことを自分のせいだと後悔していた。
水沢 李里香〈27〉
演 - 相武紗季（少女期：馬場玲乃）
旧姓：大林。優太の妻。昭和60年6月20日生。シングルマザーの家庭に育ち、その母親も高校時代に亡くす。母が残してくれた生活費を母親の看護師仲間に騙し取られ、警察に被害届を出していた。
男に絡まれていたところを優太に助けられたことがきっかけで付き合い始め、義母の麻子が提示した同居という条件を快諾して、結婚する。表向きは明るい性格で、近所付き合いも良く家事も出来るが、過去にキャバクラに勤めていたことが麻子にばれてしまい、それから、自身の本性を麻子に疑われ始める。
水沢 優太〈28〉
演 - 郭智博
麻子・博行の息子。昭和59年9月5日生。インテリア・ショップで働く契約社員。
お人好しで、要領が悪い性格。男に絡まれている李里香を助けたことがきっかけで交際、晴れて結婚するが、両親との同居生活で、麻子と李里香による女の戦いに悩んでいる。
妻・李里香を馬鹿にするような悪口を社員・大竹から言われたことで、掴み合いの喧嘩に発展してしまい、会社を解雇される。
水沢 博行〈58〉
演 - 石田純一
麻子の夫。昭和29年1月14日生。キリマンジャロ映画宣伝部部長。
大らかで誰にでも好かれる性格だが、強かで要領が良く、人を利用して出世してきたこともあって、社内には敵意を持つ者もいる。家族内のトラブルには、ことなかれ主義を通してきた。
2年前、母・正江が心筋梗塞で他界する。その時に正江が携帯電話に連絡してきたのを麻子からだと勘違いしてしまい、このことを後悔していた。

### 水沢家
水沢 正江
演 - 高田敏江
麻子の姑。博行の母親。麻子を執拗にいびっていた。2年前、嫁・麻子と口論している中で急に胸が苦しくなり、彼女は家を飛び出し、息子に電話を掛け助けを求めたが繋がらず、苦しみながら心筋梗塞で死亡する。このことを麻子と博行は後悔していた。

### 桜庭家
桜庭 勝代
演 - 喜多道枝
麻子の母親。息子の嫁・聡美との関係が悪化し、老人ホームに入居することを考えている。

### 大林家
大林 美枝
演 - 辻しのぶ
李里香の母親。看護師。実父から勘当されている。病気で他界。

### 水沢の隣家

#### 梶原家
梶原 美由紀〈43〉
演 - 鈴木砂羽
麻子の友人。水沢家の隣人。スーパーでパートとして働く。興味本位から、麻子と共に李里香の素性調査に乗り出す。
梶原 卓
演 - 大浦龍宇一
美由紀の夫。銀行行員。妻と母の嫁姑バトルに巻き込まれないように用心深く避けている。よく駅前のカフェで水沢父子と珈琲を飲み、嫁姑問題に悩む2人に、自分の経験を元にした助言をする。
梶原 正樹
演 - 巨勢竜也
美由紀・卓の息子。
梶原 春海
演 - 石井心愛
美由紀・卓の娘。
梶原 うめの
演 - 冨士眞奈美
美由紀の姑。卓の母親。典型的な姑気質。嫁・美由紀には言いたい放題で、口論が絶えないが、仲は基本的に良好。刑事ドラマを好んで見ている影響もあって、呉竹刑事がマークしている水沢家をオペラグラスで観察している。

#### 海野家
海野 聖子
演 - 富永沙織
麻子・美由紀と世間話をする井戸端会議の仲間。
海野 和馬
演 - 五十嵐空
聖子の息子。

### キリマンジャロ映画
早瀬 まるみ
演 - 臼田あさ美
博行の部下。宣伝部社員。博行の愛人でもあり、小悪魔な性格。
東野 誠
演 - 津村知与支
博行の部下。宣伝部社員。
一条 真哉
演 - 神保悟志
博行の部下。映画への愛情が強いが、プライドも高い。映画への愛が感じられず、要領良く仕事をこなして、強かに人を利用して出世する博行を不快に思っている。
北村 満智子
演 - 奈美悦子
社長。敏腕な経営手腕で、業界内では「鉄の女」の異名を持つ。博行に上司と部下の関係を超えることが出来れば、取締役の席を用意すると迫る。

### 警察
林 真彦
演 - 片岡信和
警視庁駒込東警察署刑事課巡査。
呉竹 次郎〈61〉
演 - 大地康雄
警視庁刑事部捜査一課警部補。福本が失踪した事件の捜査指揮を執っている。
ノンキャリアの叩き上げで、かつては大きな事件を粘り強く捜査する敏腕刑事だった。だが、若手刑事たちからは影で「過去の産物」と呼ばれ、疎まれている。福本失踪事件には水沢家が関与していると、異常に執着し捜査する。

### CLUB INNOCENT
有村 洋二
演 - 玉置孝匡
有村美容外科院長。CLUB「INNOCENT」で かおりという源氏名で働いていた李里香に多額の金を貢いでいた。
倉島 岳彦
演 - 渋川清彦
飲食店を何店舗も経営しているオーナー。
福本 章介〈55〉
演 - 市川勇
東京都庁総務局職員。出勤のために自宅を出てから消息を絶つ。やがて、億単位の公金横領に関与していたことが判明し、かおりという源氏名で働いていた李里香に多額の金を貢いでいたと警察に疑われる。
李里香と無理心中するために水沢家へ侵入し、麻子と李里香を人質に取って立てこもるが、呉竹の説得で投降する。

### その他
川村 のりえ
演 - 逢沢りな
Delix cafe店員。
大竹 寿志
演 - 村上大樹
優太が勤めている会社の社員。
玉井 肇
演 - 入江雅人
玉井事務所社長。博行が映画広宣物の制作を委託したデザイン会社。

### ゲスト
アンヌ・ヴェルソワ（ローズ） / イレーヌ・カレ（レイチェル）
演 - ダーシャ / デグランジュ・フルール（第1話）
キリマンジャロ映画が映画配給を担当している洋画「MY FAMILY」の出演者。
福本 恭子〈55〉
演 - 山口礼子（第8話）
失踪している福本章介の妻。

## スタッフ
- 脚本 - 井上由美子
- 音楽 - 柳田しゆ
- 演出 - 本橋圭太、星野和成
- 主題歌 - 竹内まりや「たそがれダイアリー」[5]（ワーナーミュージック・ジャパン）
- 助監督 - 大内隆弘
- サウンドデザイン - 石井和之
- タイトル - 常廣丈太
- CG - 山本貴歳
- フードコーディネーター - はらゆうこ
- 警察監修 - 倉科孝靖
- 三味線奏者 - 杵屋七三（第3話）
- ゼネラルプロデューサー - 黒田徹也
- プロデューサー - 山田兼司、清水真由美
- プロデューサー補 - 古草昌実、木曽貴美子
- 制作 - テレビ朝日、MMJ

## 放送日程
| 各話                                                     | 放送日  | サブタイトル                        | 演出     | 視聴率 |
| -------------------------------------------------------- | ------- | ----------------------------------- | -------- | ------ |
| 第1話                                                    | 1月17日 | ヨメが怖い…姑デビューは地獄の始まり | 本橋圭太 | 13.6%  |
| 第2話                                                    | 1月24日 | あんな嫁とは別れなさい!             | 本橋圭太 | 12.1%  |
| 第3話                                                    | 1月31日 | 嫁が宣戦布告! 大乱闘の夜…           | 星野和成 | 10.6%  |
| 第4話                                                    | 2月07日 | 姑が嫁に追い出される日              | 星野和成 | 09.3%  |
| 第5話                                                    | 2月14日 | ヨメの男遍歴…証拠が揃った           | 本橋圭太 | 10.4%  |
| 第6話                                                    | 2月21日 | もう私のもの…嫁の勝利宣言           | 星野和成 | 10.7%  |
| 第7話                                                    | 2月28日 | うちの嫁を逮捕しないで!!            | 本橋圭太 | 10.9%  |
| 第8話                                                    | 3月07日 | 姑を殺しました                      | 星野和成 | 11.4%  |
| 最終話                                                   | 3月14日 | 告白します                          | 本橋圭太 | 13.6%  |
| 平均視聴率 11.5%（視聴率はビデオリサーチ調べ、関東地区） |         |                                     |          |        |